# Cónclave de 1549-50
El cónclave papal de 1549-1550 (29 de noviembre-7 de febrero) se reunió tras la muerte del papa Pablo III y finalmente eligió al cardenal Giovanni Ciocchi como papa Julio III. 
Fue el segundo cónclave papal más largo del siglo XVI y, en su momento, el mayor de la historia hasta ese momento en cuanto a número de cardenales electores. Los cardenales electores (que llegaron a ser 51) se dividieron aproximadamente entre las facciones de Enrique II de Francia, Carlos V, emperador del Sacro Imperio Romano Germánico, y Alejandro Farnesio, cardenal-sobrino de Pablo III.
Conocido por la extensa interferencia de las potencias europeas, el cónclave debía determinar si el Concilio de Trento se reuniría nuevamente y en qué términos (apoyado por Carlos V y opuesto por Enrique II) y el destino de los ducados de Parma y Piacenza (reclamados tanto por Carlos V como por la Casa de Farnesio).
Aunque el cónclave casi eligió a Reginald Pole, la llegada tardía de cardenales franceses adicionales empujó el cónclave nuevamente al punto muerto, y finalmente Giovanni del Monte fue elegido Papa Julio III como candidato de compromiso.
Los franceses esperaban que Julio III se mostrara hostil a los intereses del Sacro Imperio Romano Germánico. Sin embargo, las tensiones entre él y los franceses estallaron cuando volvió a convocar el Concilio de Trento en noviembre de 1550, lo que culminó en la amenaza de cisma en agosto de 1551 y la breve Guerra de Parma, librada entre las tropas francesas aliadas con Octavio Farnesio y un ejército papal-imperial.
Los prelados franceses no asistieron a las sesiones de 1551-1552 del Concilio de Trento y tardaron en aceptar sus reformas; dado que Enrique II no permitía que ningún cardenal francés residiera en Roma, muchos se perdieron la elección del papa Marcelo II, llegando a Roma justo a tiempo para elegir a su sucesor, el papa Pablo IV, tras su breve reinado.